# 닌나
닌나(일본어: 仁和)는 일본의 연호 중 하나이다.
- 전후 : 간교(元慶) 이후 - 간표(寛平) 이전
- 시기 : 885년 ~ 888년
- 천황 : 고코 천황, 우다 천황

## 개원(改元)
- 간교 9년 2월 21일(율리우스력 885년 3월 11일)에 개원하여
- 닌나 5년 4월 27일(율리우스력 889년 5월 30일) 간표로 개원되었다.

## 닌나 시기에 일어난 일
- 4년
  - 닌나지(仁和寺)를 건립하였다.

## 서력과의 대조표
| 닌나        | 원년       | 2년        | 3년        | 4년        | 5년        |
| ----------- | ---------- | ---------- | ---------- | ---------- | ---------- |
| 서기 (西紀) | 885년      | 886년      | 887년      | 888년      | 889년      |
| 간지 (干支) | 을사(乙巳) | 병오(丙午) | 정미(丁未) | 무신(戊申) | 기유(己酉) |

## 같이 보기
- 일본의 연호 일람

| 이전 간교 | 일본의 연호 885년 ~ 888년 | 다음 간표 |